# Tim Veldt
Tim Veldt (Amstelveen, 14 februari 1984) is een voormalig Nederlandse baanwielrenner. Zijn specialiteiten waren het omnium en de ploegenachtervolging.

## Biografie
Als zoon van oud-baanwielrenner Lau Veldt groeide hij op in een echt wielermilieu. Hij vormde zich al snel tot een specialist van de sprintonderdelen. Na de spelen van 2004 werd hij samen met Theo Bos en Teun Mulder het vaste Nederlandse trio op de teamsprint. Tijdens het Wereldkampioenschap 2005 behaalde hij in deze combinatie zilver, enkel het Britse trio was sneller. Het grote doel met de teamsprint waren de Olympische spelen 2008. Een half jaar op voorhand wist het trio tijdens het WK zich te verzekeren van deelname, dit met een derde plek. Door deze prestatie waren de verwachtingen hoog gespannen, deze werden echter niet ingelost.
Na de tegenvallende Spelen besliste Veldt de teamsprint vaarwel te zeggen, en zich voortaan meer te gaan focussen op de duuronderdelen van het baanwielrennen. Hij werd specialist in het Omnium. Tijdens zijn eerste deelname op dit onderdeel aan het WK begin 2009, werd hij omiddellijk derde. Dit met slechts vijf punten achterstand op de nieuwe wereldkampioen: De Australiër Leigh Howard. Een jaar later werd hij vijfde op het WK, en reed hij ook een uitstekend EK. Hij werd in het Poolse Pruszków vice-kampioen in het omnium, en als onderdeel van het viertal op de ploegenachtervolging pakte hij ook nog het brons. Zijn volgende grote doel was de Olympische spelen 2012. Door een tegenvallend WK in 2011 werd hij in het omnium voor het WK 2012 vervangen door de jongere Michael Vingerling, Nederland wist echter geen olympische kwalificatie af te dwingen in het omnium. Als lid van de ploegenachtervolging lukte dit wel. Samen met Levi Heimans, Jenning Huizenga en Wim Stroetinga werd hij uiteindelijk 7de.
Na de spelen mocht Veldt opnieuw aantreden op het WK in het omnium, waar hij als vijfde zou eindigen. Tijdens het daaropvolgende EK werd hij In eigen land net als drie jaar eerde vice-kampioen omnium, en derde in de ploegenachtervolging. En op het WK te Cali, begin 2014 pakte hij het zilver in het omnium. Dit achter Thomas Boudat uit Frankrijk, maar voor de Rus Viktor Manakov.
Tevens behaalde Veldt zijn masterdiploma Sportmanagement aan de Johan Cruyff University.
Vanaf augustus 2017 maakte Veldt onderdeel uit van BEAT Cycling Club. Hier was hij coach van het baanteam dat bestond uit Theo Bos, Matthijs Büchli en Roy van den Berg. Van 2018 tot 2021 was hij bondscoach van de duurploeg van de KNWU.

## Erelijst

### Baanwielrennen
| Jaar | NK                                    | EK                            | WK          | Overige                         |
| ---- | ------------------------------------- | ----------------------------- | ----------- | ------------------------------- |
| 2003 | km · sprint                           |                               |             |                                 |
| 2004 | km · keirin sprint                    |                               |             |                                 |
| 2005 | km keirin · sprint                    |                               | ploegsprint | WB L.A.: ploegsprint            |
| 2006 | km · sprint                           |                               |             | WB Sydney: ploegsprint          |
| 2007 | km · keirin sprint                    |                               |             | WB Peking: ploegsprint          |
| 2008 | km scratch                            |                               | ploegsprint | Wenen: achtervolging en scratch |
| 2009 | achtervolging                         |                               | omnium      |                                 |
| 2010 | achtervolging                         | omnium · ploegenachtervolging |             |                                 |
| 2011 | scratch · puntenkoers                 |                               |             |                                 |
| 2012 | scratch · achtervolging · puntenkoers |                               |             |                                 |
| 2013 |                                       | omnium · ploegenachtervolging |             |                                 |
| 2014 | omnium · puntenkoers                  |                               | omnium      |                                 |
| 2015 |                                       |                               |             | Andia: omnium en scratch        |
| 2016 |                                       |                               |             | Dublin: puntenkoers             |